# Morti nel 921
| Questa pagina contiene informazioni ricavate automaticamente dalle voci biografiche con l'ausilio del template Bio e di un bot. L'aggiornamento è periodico e automatico e ricostruisce completamente la pagina. Se manca una persona in questa lista, sei pregato di non aggiungerla, ma accertati piuttosto che la sua voce biografica contenga il template Bio e che i dati anagrafici siano correttamente compilati. Se il template Bio manca, inseriscilo tu stesso o, in alternativa, metti l'avviso {{tmp\|Bio}} che ne segnala la mancanza. Se i dati riportati sono sbagliati, correggi direttamente la voce biografica; le modifiche saranno visibili in questa lista entro pochi giorni. Per chiarimenti vedi il progetto biografie. La lista contiene solo le 7 persone che sono citate nell'enciclopedia e per le quali è stato implementato correttamente il template Bio. Pagina aggiornata al 13 gen 2025. |

- 13 febbraio - Vratislao I di Boemia, sovrano boemo
- 15 agosto - Garimperto, arcivescovo italiano
- 31 agosto - Riccardo di Borgogna, conte
- 15 settembre - Ludmilla di Boemia, duchessa (n. 860)
- Alessio Mosele, ammiraglio bizantino
- Pavle Branović, principe serbo
- Ragnall ua Ímair, re norrena